# La Senna a Port-Villez
La Senna a Port-Villez è un dipinto di Claude Monet. Eseguito nel 1894, è conservato nella National Gallery di Londra.

## Descrizione
Nonostante il dipinto sia datato 1885, è probabile che sia stato realizzato nel 1894, anno in cui Monet dipinse a Port-Villez. La zona è caratterizzata da alte scogliere nei pressi della Senna, che il pittore raffigura rispecchiate nell'acqua dando un senso di precisa simmetria.